# Halcyoninae
Pour les articles homonymes, voir martin (oiseau).
Sous-famille
La sous-famille des Halcyoninae, ou Halcyoninés en français, est une sous-famille d'oiseaux, les martins-chasseurs[à définir], de la famille des Alcedinidae.

## Position systématique
La sous-famille des Halcyoninés (Halcyoninae) a temporairement constitué la famille des Dacélonidés, mais a été réintégrée dans la famille des Alcédinidés.

## Liste alphabétique des genres
- Actenoides Bonaparte, 1850
- Caridonax Cabanis & Heine, 1860
- Cittura Kaup, 1848
- Clytoceyx Sharpe, 1880
- Dacelo Leach, 1815
- Halcyon Swainson, 1821
- Lacedo Reichenbach, 1851
- Melidora Lesson, 1830
- Pelargopsis Gloger, 1841
- Syma Lesson, 1827
- Tanysiptera Vigors, 1825
- Todiramphus Lesson, 1827

## Liste des espèces
N.B. : l'ordre de cette liste n'est pas aléatoire, il correspond à des liens de parenté entre les différentes espèces (phylogénie). Elle a été établie à partir des listes d'Alan P. Peterson et de la Commission internationale des noms français des oiseaux (Cinfo).
- Martin-chasseur moine — Actenoides monachus (Bonaparte, 1850)
- Martin-chasseur royal — Actenoides princeps (Reichenbach, 1851)
- Martin-chasseur à moustaches — Actenoides bougainvillei (Rothschild, 1904)
- Martin-chasseur de Hombron — Actenoides hombroni Bonaparte, 1850
- Martin-chasseur tacheté — Actenoides lindsayi (Vigors, 1831)
- Martin-chasseur trapu — Actenoides concretus (Temminck, 1825)
- Martin-chasseur à longs brins — Tanysiptera galatea G. R. Gray, 1859
- Martin-chasseur de Kofiau — Tanysiptera ellioti Sharpe, 1870
- Martin-chasseur de Biak — Tanysiptera riedelii J. Verreaux, 1866
- Martin-chasseur de Caroline — Tanysiptera carolinae Schlegel, 1871
- Martin-chasseur menu — Tanysiptera hydrocharis G. R. Gray, 1858
- Martin-chasseur sylvain — Tanysiptera sylvia Gould, 1850
- Martin-chasseur nymphe — Tanysiptera nympha G. R. Gray, 1840
- Martin-chasseur rose — Tanysiptera danae Sharpe, 1880
- Martin-chasseur oreillard — Cittura cyanotis (Temminck, 1824)
- Martin-chasseur d'Euphrosine — Melidora macrorhina (Lesson, 1827)
- Martin-chasseur bec-en-cuillère — Clytoceyx rex Sharpe, 1880
- Martin-chasseur mignon — Lacedo pulchella (Horsfield, 1821)
- Martin-chasseur de Gaudichaud — Dacelo gaudichaud Quoy et Gaimard, 1824
- Martin-chasseur pailleté — Dacelo tyro G.R. Gray, 1858
- Martin-chasseur à ailes bleues — Dacelo leachii Vigors & Horsfield, 1826
- Martin-chasseur géant ou Kookaburra — Dacelo novaeguineae (Hermann, 1783)
- Martin-chasseur étincelant — Caridonax fulgidus (Gould, 1857)
- Martin-chasseur gurial — Pelargopsis capensis (Linnaeus, 1766)
- Martin-chasseur à bec noir — Pelargopsis melanorhyncha (Temminck, 1826)
- Martin-chasseur à ailes brunes — Pelargopsis amauroptera (Pearson, 1841)
- Martin-chasseur violet — Halcyon coromanda
- Martin-chasseur de Smyrne — Halcyon smyrnensis
- Martin-chasseur de Java — Halcyon cyanoventris
- Martin-chasseur marron — Halcyon badia
- Martin-chasseur à coiffe noire — Halcyon pileata
- Martin-chasseur à tête grise — Halcyon leucocephala
- Martin-chasseur à tête brune — Halcyon albiventris
- Martin-chasseur strié — Halcyon chelicuti
- Martin-chasseur à poitrine bleue — Halcyon malimbica
- Martin-chasseur du Sénégal — Halcyon senegalensis
- Martin-chasseur des mangroves — Halcyon senegaloides
- Martin-chasseur bleu-noir — Todiramphus nigrocyaneus (Wallace, 1862)
- Martin-chasseur de Winchell — Todiramphus winchelli (Sharpe, 1877)
- Martin-chasseur des Moluques — Todiramphus diops (Temminck, 1824)
- Martin-chasseur lazuli — Todiramphus lazuli (Temminck, 1830)
- Martin-chasseur forestier — Todiramphus macleayii (Jardine et Selby, 1830)
- Martin-chasseur à dos blanc — Todiramphus albonotatus (E. P. Ramsay, 1884)
- Martin-chasseur outremer — Todiramphus leucopygius (J. Verreaux, 1858)
- Martin-chasseur à ventre roux — Todiramphus farquhari (Sharpe, 1899)
- Martin-chasseur funèbre — Todiramphus funebris Bonaparte, 1850
- Martin-chasseur à collier blanc — Todiramphus chloris (Boddaert, 1783)
- Martin-chasseur des Talaud — Todiramphus enigma (Hartert, 1904)
- Martin-chasseur cannelle — Todiramphus cinnamominus (Swainson, 1821)
- Martin-chasseur de Miyaco — Todiramphus miyakoensis (Kuroda, 1919) — parfois Todiramphus cinnamominus miyakoensis (Kuroda, 1919)
- Martin-chasseur à tête blanche — Todiramphus saurophagus (Gould, 1843)
- Martin-chasseur sacré — Todiramphus sanctus (Vigors et Horsfield, 1827)
- Martin-chasseur couronné — Todiramphus australasia (Vieillot, 1818)
- Martin-chasseur respecté — Todiramphus tutus (Gmelin, 1788)
- Martin-chasseur vénéré — Todiramphus veneratus (Gmelin, 1788)
- Martin-chasseur des Gambier — Todiramphus gambieri (Oustalet, 1895)
- Martin-chasseur des Marquises — Todiramphus godeffroyi (Finsch, 1877)
- Martin-chasseur à dos de feu — Todiramphus pyrrhopygius (Gould, 1841)
- Martin-chasseur torotoro — Syma torotoro Lesson, 1827
- Martin-chasseur montagnard — Syma megarhyncha Salvadori, 1896